# Tienhoven aan de Lek
Pour les articles homonymes, voir Tienhoven.
Tienhoven est un village qui fait partie de la commune de Vijfheerenlanden dans la province néerlandaise de Hollande-Méridionale. Le village compte environ 730 habitants.
Tienhoven a été une commune indépendante jusqu'au 1er janvier 1986. Elle a fusionné avec Hei- en Boeicop, Leerbroek, Lexmond, Meerkerk, Nieuwland et Ameide pour former la nouvelle commune de Zederik.